# زنان در زندان
زنان در زندان یک نقاشی از اوتو بدیتز، نقاش مجارستانی، است. این نقاشی در سال ۱۸۹۹ کشیده شده‌است و در حال حاضر در بوداپست در گالری ملی مجارستان به نمایش گذاشته شده‌است.